# Let The Flames Begin
«Let The Flames Begin» («Deja que las Llamas Comiencen», en español) es una canción interpretada por la banda de rock alternativo Paramore. Fue escrita por Hayley Williams y Josh Farro e incluida en el segundo álbum de la banda, Riot!. «Let The Flames Begin», al igual que todas las canciones del álbum, fue producida y mezclada por David Bendeth.

## Antecedentes
La canción está compuesta en la tonalidad de sol menor y es interpretada a 130 pulsaciones por minuto, mientras que la voz de Williams se extiende desde la nota Bb#4 hasta G#6. La canción fue utilizada en gran parte de los conciertos de Paramore entre 2007 y 2008 como el intro. Distintas versiones en vivo fueron grabadas y lanzadas en los álbumes Live In The UK y The Final RIOT!, ambos lanzados por Paramore 2008.

## Recepción

### Comentarios de la crítica
La canción ha sido elogiada principalmente por sus presentaciones en vivo. Channing Freeman de Sputnik music, en una revisión al álbum The Final Riot! de Paramore, comentó que «"Let The Flames Begin" es una vez más el punto culminante, aunque el intro y outro son un poco más breve [respecto a los anteriores conciertos de la banda]». El sitio web Ultimate guitar dijo que la canción tenía «ritmo bastante fresco», agregando que «muestra el talento del baterista Zac Farro. El coro y el verso tiene energías muy diferentes —el verso tiene un sonido más suave y muy cargado en cuanto a guitarra—, lo cuál le da un toque más memorable».

## Vídeo musical
Un vídeo musical para «Let The Flames Begin» fue incluido exclusivamente en la edición de lujo del DVD The Final Riot!. Contiene escenas tras bambalinas, ensayos de la banda y partes de conciertos de Paramore del año 2008. El audio del vídeo es en vivo y es el mismo incluido en la edición estándar de The Final Riot!.

## Créditos y personal
Producción
- David Bendeth: producción y mezclas

Personal
- Paramore:
  - Hayley Williams: voz
  - Josh Farro: guitarras
  - Zac Farro: batería
  - Jeremy Davis: bajo eléctrico

## «Oh, Father»
La canción es modificada para sus presentaciones en vivo: En la versión de estudio, tiene una outro apenas finalizando el tercer estribillo; mientras que cuando es tocada en vivo, hay un solo de guitarra y luego termina con un final alternativo llamado «Oh, Father» («Oh, Padre», en español), estirando la canción más de dos minutos que la versión original. Esta versión se puede apreciar en los álbumes "The Final Riot" y "Self-Titled Deluxe".

## «Part II»
Para el cuarto álbum de la banda, Paramore (2013), Taylor York y Hayley Williams escribieron una secuela de «Let The Flames Begin» titulada como «Part II». Ambas canciones comienzan con la misma línea; «What a shame...» («Qué vergüenza...»), y en su estribillo mencionan la frase «Oh, Glory» («Oh, Gloria»).
Ambas canciones aparecen consecutivas en "Self-Titled Deluxe", en sus versiones en vivo tocadas en el anfiteatro Red Rocks, de Denver, Colorado.
Como curiosidad, el outro de «Part II» fue el primer avance que tuvo el cuarto álbum de la banda, tocado en vivo en Pomona, en agosto de 2012, ocho meses antes que Paramore sea lanzado.